# Paul Nicolás Aguilar
Paul Nicolás Aguilar Rojas (Concordia, 1986. március 6. –) egy mexikói válogatott labdarúgó, aki jelenleg a Club Américában futballozik hátvédként.

## Pályafutása

### Klubcsapatokban
Aguilar 2006 óta profi labdarúgó, a Pachucában kezdte pályafutását, ahol azóta 142 bajnoki mérkőzésen lépett pályára és tizenegy gólt szerzett. 2004-ben kölcsönadták az Indios de Ciudad Juárez csapatának két szezonra, annak érdekében, hogy minél több tapasztalatot gyűjtsön. 2005-ben visszatért Pachucába és a „B csapatban” (a Pachuca Juniorsban) 27 mérkőzésen szerepelt. 2007-ben a Pachuca nyerte a Clausura bajnokságot, a döntőben az Américát legyőzve. Ekkor már Aguilar a csapat meghatározó játékosává vált, a vezetőedző végig számított rá jobbhátvéd pozícióban. Aguilart öt év után a cserébe adták az América csapatához Juan Carlos Silva és Enrique Esqueda játékosokért.

### A válogatottban
Aguilar 2007 óta tagja a mexikói válogatottnak, de pályára csak 2009. szeptember 30-án, egy Kolumbia elleni találkozón lépett először, ugyanekkor szerezte meg első válogatottbeli gólját is. 2010. február 25-én, egy Bolívia ellen 5-0-ra megnyert barátságos meccsen szintén betalált.

#### Mérkőzései a válogatottban
| Mexikó | Mexikó               | Mexikó                                        | Mexikó                  | Mexikó   | Mexikó              | Mexikó                          | Mexikó | Mexikó      |
| #      | Dátum                | Helyszín                                      | Hazai                   | Eredmény | Vendég              | Kiírás                          | Gólok  | Esemény     |
| ------ | -------------------- | --------------------------------------------- | ----------------------- | -------- | ------------------- | ------------------------------- | ------ | ----------- |
| 1.     | 2009. szeptember 30. | Dallas, Cotton Bowl                           | Mexikó                  | 1 – 2    | Kolumbia            | barátságos                      | 1      | 90'         |
| 2.     | 2010. február 24.    | San Francisco, Candlestick Park               | Mexikó                  | 5 – 0    | Bolívia             | barátságos                      | 1      | 16' 52' 69' |
| 3.     | 2010. március 24.    | Charlotte, Bank of America Stadion            | Mexikó                  | 0 – 0    | Izland              | barátságos                      | 0      | 92'         |
| 4.     | 2010. május 7.       | New Jersey, New Meadowlands                   | Mexikó                  | 0 – 0    | Ecuador             | barátságos                      | 0      |             |
| 5.     | 2010. május 10.      | Chicago, Soldier Field                        | Mexikó                  | 1 – 0    | Szenegál            | barátságos                      | 0      |             |
| 6.     | 2010. május 13.      | Houston, Reliant Stadium                      | Mexikó                  | 1 – 0    | Angola              | barátságos                      | 0      | 65'         |
| 7.     | 2010. május 16.      | Mexikóváros, Estadio Azteca                   | Mexikó                  | 1 – 0    | Chile               | barátságos                      | 0      |             |
| 8.     | 2010. május 24.      | London, Wembley Stadion                       | Anglia                  | 3 – 1    | Mexikó              | barátságos                      | 0      | 52'         |
| 9.     | 2010. május 26.      | Freiburg, Badenova Stadion                    | Hollandia               | 2 – 1    | Mexikó              | barátságos                      | 0      | 54'         |
| 10.    | 2010. június 3.      | Brüsszel, Baldvin király Stadion              | Olaszország             | 1 – 2    | Mexikó              | barátságos                      | 0      |             |
| 11.    | 2010. június 11.     | Johannesburg, Soccer City                     | Dél-afrikai Köztársaság | 1 – 1    | Mexikó              | vb-csoportkör                   | 0      | 55'         |
| 12.    | 2010. augusztus 11.  | Mexikóváros, Estadio Azteca                   | Mexikó                  | 1 – 1    | Spanyolország       | barátságos                      | 0      | 57'         |
| 13.    | 2011. február 9.     | Atlanta, Georgia Dome                         | Mexikó                  | 2 – 0    | Bosznia-Hercegovina | barátságos                      | 0      | 67'         |
| 14.    | 2011. március 26.    | Oakland, Oakland Coliseum                     | Mexikó                  | 3 – 1    | Paraguay            | barátságos                      | 0      | 79'         |
| 15.    | 2011. június 22.     | Houston, Reliant Stadion                      | Honduras                | 0 – 2    | Mexikó              | CONCACAF-aranykupa, elődöntő    | 0      | 101'        |
| 16.    | 2011. július 4.      | San Juan, Estadio del Bicentenario            | Chile                   | 2 – 1    | Mexikó              | Copa América, csoportkör        | 0      | 68'         |
| 17.    | 2011. július 8.      | Mendoza, Estadio Malvinas Argentinas          | Peru                    | 1 – 0    | Mexikó              | Copa América, csoportkör        | 0      | 46'         |
| 18.    | 2011. július 12.     | La Plata, Estadio Ciudad de La Plata          | Uruguay                 | 1 – 0    | Mexikó              | Copa América, csoportkör        | 0      | 40' 46'     |
| 19.    | 2011. augusztus 10.  | Philadelphia, Lincoln Financial Field         | Egyesült Államok        | 1 – 1    | Mexikó              | barátságos                      | 0      | 75'         |
| 20.    | 2013. január 30.     | Glendale, University of Phoenix Stadium       | Mexikó                  | 1 – 1    | Dánia               | barátságos                      | 0      |             |
| 21.    | 2013. február 6.     | Mexikóváros, Estadio Azteca                   | Mexikó                  | 0 – 0    | Jamaica             | vb-selejtező                    | 0      |             |
| 22.    | 2013. október 30.    | San Diego, Qualcomm stadion                   | Mexikó                  | 4 – 2    | Finnország          | barátságos                      | 0      |             |
| 23.    | 2013. november 13.   | Mexikóváros, Estadio Azteca                   | Mexikó                  | 5 – 1    | Új-Zéland           | vb-selejtező                    | 1      | 31'         |
| 24.    | 2013. november 20.   | Wellington, Westpac stadion                   | Új-Zéland               | 2 – 4    | Mexikó              | vb-selejtező                    | 0      |             |
| 25.    | 2014. március 5.     | Atlanta, Georgia Dome                         | Mexikó                  | 0 – 0    | Nigéria             | barátságos                      | 0      |             |
| 26.    | 2014. április 2.     | Glendale, University of Phoenix Stadium       | Egyesült Államok        | 2 – 2    | Mexikó              | barátságos                      | 0      | 63'         |
| 27.    | 2014. május 28.      | Mexikóváros, Estadio Azteca                   | Mexikó                  | 3 – 0    | Izrael              | barátságos                      | 0      |             |
| 28.    | 2014. május 31.      | Arlington, AT&T Stadion                       | Mexikó                  | 3 – 1    | Ecuador             | barátságos                      | 0      |             |
| 29.    | 2014. június 6.      | Foxborough, Gillette Stadion                  | Mexikó                  | 0 – 1    | Portugália          | barátságos                      | 0      | 44'         |
| 30.    | 2014. június 13.     | Natal, Arena das Dunas                        | Mexikó                  | 1 – 0    | Kamerun             | vb-csoportkör                   | 0      |             |
| 31.    | 2014. június 17.     | Fortaleza, Estádio Castelão                   | Brazília                | 0 – 0    | Mexikó              | vb-csoportkör                   | 0      | 58'         |
| 32.    | 2014. június 23.     | Recife, Arena Pernambuco                      | Horvátország            | 1 – 3    | Mexikó              | vb-csoportkör                   | 0      |             |
| 33.    | 2014. június 29.     | Fortaleza, Estádio Castelão                   | Hollandia               | 2 – 1    | Mexikó              | vb-nyolcaddöntő                 | 0      | 68'         |
| 34.    | 2014. szeptember 6.  | Santa Clara, Levi’s Stadion                   | Mexikó                  | 0 – 0    | Chile               | barátságos                      | 0      | 22'         |
| 35.    | 2014. szeptember 9.  | Commerce City, Dick's Sporting Goods Park     | Mexikó                  | 1 – 0    | Bolívia             | barátságos                      | 0      | 78'         |
| 36.    | 2014. október 9.     | Tuxtla Gutiérrez, Estadio Víctor Manuel Reyna | Mexikó                  | 2 – 0    | Honduras            | barátságos                      | 0      | 87'         |
| 37.    | 2014. október 12.    | Santiago de Querétaro, Estadio Corregidora    | Mexikó                  | 1 – 0    | Panama              | barátságos                      | 0      | 58'         |
| 38.    | 2014. november 12.   | Amszterdam, Amsterdam ArenA                   | Hollandia               | 2 – 3    | Mexikó              | barátságos                      | 0      | 92'         |
| 39.    | 2014. november 18.   | Bariszav, Bariszav Aréna                      | Fehéroroszország        | 3 – 2    | Mexikó              | barátságos                      | 0      |             |
| 40.    | 2015. március 28.    | Los Angeles, Memorial Coliseum                | Mexikó                  | 1 – 0    | Ecuador             | barátságos                      | 0      | 74'         |
| 41.    | 2015. március 31.    | Kansas City, Arrowhead Stadion                | Mexikó                  | 1 – 0    | Paraguay            | barátságos                      | 0      | 77'         |
| 42.    | 2015. június 27.     | Orlando, Citrus Bowl                          | Mexikó                  | 2 – 2    | Costa Rica          | barátságos                      | 0      |             |
| 43.    | 2015. július 1.      | Houston, NRG Stadium                          | Mexikó                  | 0 – 0    | Honduras            | barátságos                      | 0      |             |
| 44.    | 2015. július 9.      | Chicago, Soldier Field                        | Mexikó                  | 6 – 0    | Kuba                | CONCACAF-aranykupa, csoportkör  | 0      |             |
| 45.    | 2015. július 12.     | Glendale, University of Phoenix Stadium       | Guatemala               | 0 – 0    | Mexikó              | CONCACAF-aranykupa, csoportkör  | 0      | 45' 83'     |
| 46.    | 2015. július 15.     | Charlotte, Bank of America Stadion            | Mexikó                  | 4 – 4    | Trinidad és Tobago  | CONCACAF-aranykupa, csoportkör  | 1      | 32'         |
| 47.    | 2015. július 19.     | East Rutherford, MetLife Stadium              | Mexikó                  | 1 – 0    | Costa Rica          | CONCACAF-aranykupa, negyeddöntő | 0      |             |
| 48.    | 2015. július 22.     | Atlanta, Georgia Dome                         | Panama                  | 1 – 2    | Mexikó              | CONCACAF-aranykupa, elődöntő    | 0      | 103'        |
| 49.    | 2015. július 26.     | Philadelphia, Lincoln Financial Field         | Jamaica                 | 1 – 3    | Mexikó              | CONCACAF-aranykupa, döntő       | 0      |             |
| 50.    | 2015. október 10.    | Pasadena, Rose Bowl                           | Egyesült Államok        | 2 – 3    | Mexikó              | konföderációs kupa, selejtező   | 1      | 20' 118'    |
| 51.    | 2016. március 25.    | Vancouver, BC Place Stadion                   | Kanada                  | 0 – 3    | Mexikó              | vb-selejtező                    | 0      |             |
| 52.    | 2016. március 29.    | Mexikóváros, Estadio Azteca                   | Mexikó                  | 2 – 0    | Kanada              | vb-selejtező                    | 0      |             |
| 53.    | 2016. május 28.      | Atlanta, Georgia Dome                         | Mexikó                  | 1 – 0    | Paraguay            | barátságos                      | 0      | 56' 79'     |
| 54.    | 2016. június 1.      | San Diego, Qualcomm Stadium                   | Mexikó                  | 1 – 0    | Chile               | barátságos                      | 0      | 33' 46'     |
| 55.    | 2016. június 13.     | Houston, NRG Stadium                          | Mexikó                  | 1 – 1    | Venezuela           | Copa América, csoportkör        | 0      |             |
| 56.    | 2016. június 18.     | Santa Clara, Levi’s Stadion                   | Mexikó                  | 0 – 7    | Chile               | Copa América, negyeddöntő       | 0      |             |
|        | Összesen             |                                               |                         | 56       | mérkőzés            |                                 | 0      | gól         |

## Sikerei, díjai
Pachuca
- Mexikói bajnok (1): 2007 (Clausura)
- Copa Sudamericana (1): 2006
- CONCACAF-bajnokok ligája (3): 2007, 2008, 2009–10

América
- Mexikói bajnok (1): 2013 (Clausura)

Mexikó
- CONCACAF-aranykupa (2): 2011, 2015